# Rounders (deporte)

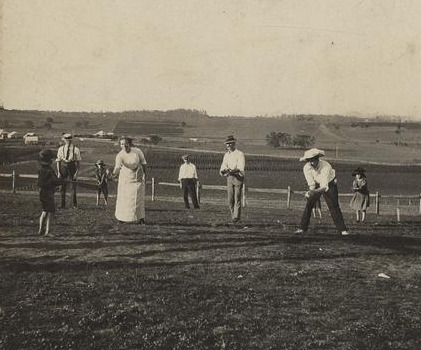
Juego de rounders el día de Navidad en 1913. Baroona, Glamorgan Vale (Australia)

El rounders (nombre del irlandés)  es un juego de bola y bate entre dos equipos muy popular en las escuelas de Irlanda y el Reino Unido.

## Características
El juego implica golpear una pequeña bola de cuero con un bate redondeado de madera, metal o plástico. Los jugadores anotan al ejecutar una carrera alrededor de las cuatro bases del terreno de juego.
Se centra en un número de innings (entradas), en los que los equipos se alternan un bateo y un fildeo. Un máximo de nueve jugadores están autorizados para jugar en cualquier momento.
Es un juego de origen irlandés. A pesar de ser muy similar al béisbol, las reglas del juego son muy diferentes. 
- Datos: Q1075286
- Multimedia: Rounders / Q1075286